# Philippe Toussaint
Philippe Toussaint (Brussel, 30 juni 1949) is een voormalig golfprofessional en een van de succesvolste Belgische golfers ooit.

## Amateur
In zijn amateurscarrière vertegenwoordigde Toussaint zijn land regelmatig in het buitenland, hij speelde onder andere bij de Eisenhower Trophy in 1966 en 1970, waarbij zijn team in 1966  in Mexico op de tweede plaats eindigde met Frédéric Rodesch, Jacques Moerman, baron Paul Rolin en non-playing captain Jacques du Vivier.

#### Gewonnen
- 1968: Frans Junior Kampioenschap
- 1969: Italiaans amateurkampioenschap

#### Teams
- Eisenhower Trophy (namens België) in 1966 en 1970

## Professional
Begin 1970 werd hij professional. Hij speelde enkele jaren op de Europese PGA Tour en stond in 1977 in de Top-35. In de Benson & Hedges Festival van 1974 moest hij na een laatste ronde van 64 de eerste plaats delen met Bob Shearer. Daarna won hij op de eerste hole de play-off. In mei 2003 werd de B&H Festival voor het laatst gespeeld. Speciaal hiervoor werd hij met de voormalige winnaars uitgenodigd.

#### Gewonnen
- 1974: Benson & Hedges Festival

#### Teams
- World Cup (namens België) in 1973, 1974, 1975, 1976, 1977, 1978, 1979 en 1982
- Alfred Dunhill Cup (namens België) in 1986, 1989, 1991 en 1993
- Double Diamond: 1977
- Hennessy Cognac Cup: 1976
- Philip Morris International: 1976

Toussaint woont in Brussel met zijn echtgenote en hun zoon. Zijn vader (Paul) was eveneens sportief actief. Toussaint is verbonden aan de Golf 7 Fontaines.